# Notonicea
Notonicea là một chi bọ cánh cứng trong họ Chrysomelidae.
Chi này được miêu tả khoa học năm 1949 bởi Hincks.

## Các loài
Các loài trong chi này gồm:
- Notonicea basalis (Jacoby, 1886)
- Notonicea bella (Baly, 1865)
- Notonicea bennigseni (Weise, 1903)
- Notonicea dimidiatipennis (Baly, 1865)
- Notonicea diversipes (Weise, 1903)
- Notonicea imperialis (Baly, 1865)
- Notonicea pulchella (Baly, 1886)